# Dusona humilis
Dusona humilis là một loài tò vò trong họ Ichneumonidae.